# Yahoo! Music Radio
Yahoo! Music Radio (în trecut cunoscut ca LAUNCHcast) este un radio pe internet oferit de Yahoo! Music care difuzează muzică pe baza voturilor și preferințelor utilizatorilor. Serviciul, oferit înainte de LAUNCH Media, a fost cumpărat de Yahoo! în 2001.